# Jacques Choux
Pour les articles homonymes, voir Choux.
Jacques Choux, dit abbé Choux (né le 10 septembre 1919 à Lunéville, Meurthe-et-Moselle et mort le 10 septembre 2002  à Nancy) est un érudit lorrain, historien français, historien de la Lorraine et ancien conservateur du Musée lorrain de Nancy.

## Biographie
Né à Lunéville d'une famille de négociants en tissus, Jacques Choux grandit à proximité de la Synagogue de Lunéville et tisse très jeune des liens avec la communauté israélite de la cité. Il passe la plupart de ses vacances auprès de ses grands-parents, agriculteurs à Moyen (Meurthe-et-Moselle). Dès le collège, il se fait remarquer par ses qualités de latiniste et de germaniste.
Il choisit de devenir prêtre et intègre le grand séminaire de Nancy en 1938. Mobilisé par la Seconde Guerre mondiale, il ne reprend le séminaire qu'en 1942 et est ordonné prêtre en 1946.
Secrétaire à l'évêché de Nancy, il participe à la coopérative de reconstruction des églises démolies pendant la guerre. Il fréquente également la Société d'archéologie lorraine où il est bientôt remarqué par Pierre Marot et par Édouard Salin, son président.
Pierre Marot sut convaincre Mgr Lallier, alors évêque de Nancy, pour que le jeune prêtre aille accomplir deux années d'études à l’École du Louvre, à l'École des chartes et à l'École des Hautes Études[Quoi ?] en 1950 et 1951.
L'abbé Choux achève ses études par une thèse sur l'épiscopat de Pibon : Recherches sur le diocèse de Toul au temps de la réforme grégorienne (publiée en 1952), ainsi que par une thèse complémentaire consacrée à La cathédrale de Toul avant le XIIIe siècle (publiée en 1955).
Dès son retour en Lorraine, il devient conservateur du Musée historique lorrain. En compagnie de Pierre Marot, d'Édouard Salin et d'Albert France-Lanord, ils réalisent durant 35 années des aménagements considérables (section archéologie, galerie des cerfs, création de la salle juive…) ainsi qu'une politique d'acquisitions remarquable (notamment La Madeleine à la puce de Georges de la Tour…). Il fonde aussi la section des arts et traditions populaires installée dans l'ancien couvent des Cordeliers.
Parallèlement, il crée dès 1966 l'Inventaire général de Lorraine, bien avant les inventaires décentralisés des DRAC.
En 1984, il laisse ses fonctions au Musée lorrain de Nancy pour se consacrer uniquement au diocèse de Nancy-Toul. Il lègue sa bibliothèque personnelle à la bibliothèque diocésaine de Nancy et continue de publier grandement. Il est promu chanoine de la cathédrale de Nancy en 1986.
Jacques Choux meurt le mardi 10 septembre 2002 à l'âge de 83 ans, en la Villa Saint-Pierre Fourier à Nancy. Ses obsèques furent célébrées le 14 septembre en l'église de Moyen, village du Lunévillois où il est enterré.

## Décorations
- Officier de la Légion d'honneur[Quand ?]
- Chevalier de l'ordre national du Mérite[Quand ?]
- Officier de l'ordre des Arts et des Lettres[Quand ?]
- Croix de chanoine du Chapitre de Nancy.

## Choix de publications
- Jacques Choux, Lorraine, Paris, Berger-Levrault, coll. « Dictionnaire des châteaux de France », 1978, 248 p. (ISBN 2-7013-0229-3).
- Pierre Marot, en collaboration avec l'abbé Choux, Le Vieux Nancy, Nancy, Le Pays lorrain, coll. « Les guides du Pays lorrain », 1970, 2e éd., 272 p.

## Source biographique
- Hubert Collin, « Le chanoine Jacques Choux (1919 - 2002) », sur le site de la Bibliothèque diocésaine de Nancy